# Imke Brommer
Imke Brommer (n. 30 ianuarie 1998, Kudelstaart⁠(d), Aalsmeer, Olanda de Nord, Țările de Jos) este o ciclistă olandeză. A participat la competiții asociate Jocurilor Olimpice în care a câștigat o medalie de aur.

## Participări
Lista de mai jos prezintă principalele competiții la care a participat Imke Brommer de-a lungul carierei.
- Cycling at the 2020 Summer Paralympics – Women's time trial B[*]